# マーカーレスAR
マーカーレスAR（まーかーれすえーあーる）とは、拡張現実の技術手法のひとつである。
コンピュータビジョンの3次元画像処理として、画像情報の中から認識対象となる画像を選別して取り出し、トラッキング対象物としてリアルタイム処理にて認識し追従する仕組みである。